# Dekanat wileński II
Dekanat wileński II – jeden z 9 dekanatów archidiecezji wileńskiej na Litwie. Składa się z 6 parafii. Powstał w 2014 roku po podziale dekanatu wileńskiego na wileński I i wileński II.

## Lista parafii
| Lp | Miejscowość / parafia                                         | Proboszcz / administrator | Kościół                                                          | Zdjęcie |
| -- | ------------------------------------------------------------- | ------------------------- | ---------------------------------------------------------------- | ------- |
| 1  | Wilno Parafia bł. Jerzego Matulewicza                         | ks. Valdas Girdžiušas     | Kościół bł. Jerzego Matulewicza w Wilnie                         |         |
| 2  | Wilno Parafia św. Rafała Archanioła                           | ks. Mirosław Grabowski    | Kościół św. Rafała w Wilnie                                      |         |
| 3  | Wilno Parafia św. Jana Bosko                                  | ks. Alessandro Barelli    | Kościół św. Jana Bosko w Wilnie                                  |         |
| 4  | Wilno Parafia św. Józefa                                      | ks. Ričardas Doveika      | Kościół św. Józefa w Wilnie                                      |         |
| 5  | Wilno Parafia Najświętszego Serca Pana Jezusa                 | ks. Edmundas Paulionis    | Kościół Opatrzności Bożej i Serca Jezusowego w Wilnie            |         |
| 6  | Wilno Parafia Niepokalanego Poczęcia Najświętszej Maryi Panny | ks. Vytautas Rapalis      | Kościół Niepokalanego Poczęcia Najświętszej Maryi Panny w Wilnie |         |

| Lp | Miejscowość / parafia           | Proboszcz / administrator | Kościół                           | Zdjęcie |
| -- | ------------------------------- | ------------------------- | --------------------------------- | ------- |
|    | Wilno zaadaptowany na więzienie |                           | Kościół Serca Jezusowego w Wilnie |         |